# Chlorodesmis fastigiata
Chlorodesmis fastigiata là một loài tảo lục thuộc họ Udoteaceae. Loài này được mô tả lần đầu tiên vào năm 1969.

## Từ nguyên
Tính từ định danh fastigiata bắt nguồn từ fastigium trong tiếng Latinh nghĩa là "hình chóp", hàm ý đề cập đến các nhánh của loài tảo này mọc thành cụm, song song và dựng đứng, phát triển thuôn dài.

## Phân bố
C. fastigiata có phân bố rộng khắp vùng Ấn Độ Dương - Thái Bình Dương. Loài này cũng được ghi nhận tại quần đảo An Thới (Phú Quốc, Việt Nam).

## Sinh thái
C. fastigiata là một loại rong cảm nhiễm qua lại có thể gây độc cho các loài san hô. Đây cũng là loài được nghiên cứu nhiều nhất về khả năng cảm nhiễm trong ngành Tảo lục.
Tanner (1995) là tác giả đầu tiên chứng minh rằng Chlorodesmis fastigiata có tác động tiêu cực đến Acropora. Chiết xuất từ C. fastigiata bao gồm hai acetylated diterpen, là những chất gây cảm nhiễm mạnh, làm giảm hiệu quả quang hóa của san hô.
Khi cho C. fastigiata và tảo đỏ Galaxaura filamentosa tiếp xúc với các quần thể trưởng thành còn nguyên vẹn của 5 loài san hô, Acropora aspera, Montipora digitata, Pocillopora damicornis, Porites lobata và Porites cylindrica, cả hai loài tảo đều phá hủy san hô. A. aspera và P. damicornis chịu hư tổn nặng nhất, M. digitata chịu mức độ trung bình, còn hai loài cuối có sức chống chọi tốt hơn với các loài tảo độc nên không bị ảnh hưởng nhiều.
San hô Acropora nasuta khi bị cảm nhiễm từ C. fastigiata sẽ tỏa ra mùi thu hút Paragobiodon echinocephalus và Gobiodon histrio, những loài cá bống cộng sinh với san hô, đến để dọn tảo cho chúng. G. histrio ăn luôn cả tảo C. fastigiata, góp phần làm tăng lượng độc tố trong dịch nhầy của nó, trong khi P. echinocephalus chỉ loại bỏ C. fastigiata nhưng lại không ăn.